# Тактовність Бетті
Тактовність Бетті (англ. Indiscretions of Betty) — американська короткометражна кінокомедія 1910 року з Мейбл Норманд в головній ролі. Фільм змальовує першу відому появу Мейбл Норманд на екрані.

## У ролях
Мейбл Норманд